# Хотьоново (Палехський район)
Хотьоново (рос. Хотёново) — присілок в Палехському районі Івановської області Російської Федерації.
Населення становить 83 особи. Входить до складу муніципального утворення Пановське сільське поселення.

## Історія
Від 2005 року входить до складу муніципального утворення Пановське сільське поселення.

## Населення
| 1859 | 1905 | 1940 | 1951 | 2002 | 2006 | 2010 |
| ---- | ---- | ---- | ---- | ---- | ---- | ---- |
| 112  | ↘107 | ↘94  | ↘78  | ↗83  | ↘75  | ↗83  |